# Osceola Magic
Gli Osceola Magic sono una squadra di pallacanestro di Kissimmee, nello Stato della Florida, che milita nella NBA G League, il campionato professionistico di sviluppo della National Basketball Association.

## Storia
Con il nome di Erie BayHawks e sede a Erie (Pennsylvania), la squadra ha debuttato nella stagione 2008-09, raggiungendo subito i play-off, ma venendo eliminata dai Colorado 14ers. Nel 2017 si trasferirono a Lakeland, dove giocarono fino alla stagione 2022/23 con il nome di Lakeland Magic. Ad aprile 2023 la società ha annunciato che la squadra verrà trasferita più vicino ad Orlando, nella città di Kissimmee, e a partire da novembre 2023 la nuova casa della squadra sarà l'Osceola Heritage Park e giocherà le proprie partite presso la Silver Spurs Arena assumendo la nuova denominazione di Osceola Magic.

## Squadre NBA affiliate
Gli Osceola Magic sono affiliati alle seguenti squadre NBA: Orlando Magic.

## Record stagione per stagione
| Erie BayHawks  |                |                |     |     |      | |
| 2008-09        | Central        | 3°             | 27  | 23  | 54,0 | perdono 1º turno (Colorado) 129-108                                                                                        |
| 2009-10        | Eastern        | 6°             | 21  | 29  | 42,0 | - |
| 2010-11        | Eastern        | 2°             | 32  | 18  | 64,0 | perdono 1º turno (Reno, 1–2)                                                                                               |
| 2011-12        | Eastern        | 3°             | 28  | 22  | 56,3 | perdono 1º turno (Austin, 1-2)                                                                                             |
| 2012-13        | East           | 4°             | 26  | 24  | 52,0 | - |
| 2013-14        | East           | 5°             | 16  | 34  | 32,0 | - |
| 2014-15        | Atlantic       | 3°             | 24  | 26  | 48,0 | - |
| 2015-16        | Atlantic       | 5°             | 12  | 38  | 23,0 | - |
| 2016-17        | Atlantic       | 6°             | 14  | 36  | 28,0 | - |
| Lakeland Magic |                |                |     |     |      | |
| 2017-18        | Southeast      | 2°             | 28  | 22  | 56,0 | perdono 1º turno (Erie, 90-96)                                                                                             |
| 2018-19        | Southeast      | 1°             | 32  | 18  | 64,0 | vincono semifinali Conference (Westchester, 104-91) perdono finali Conference (Long Island, 106-108)                       |
| 2019-20        | Southeast      | 1°             | 25  | 17  | 59,5 | |
| 2020-21        | -              | 6°             | 9   | 6   | 60,0 | vincono quarti di finale (Erie, 139-110) vincono semifinale (Santa Cruz, 108-96) vincono finale D-League (Delaware, 97-78) |
| Regular season | Regular season | Regular season | 294 | 313 | 48,4 | |
| Play-off       | Play-off       | Play-off       | 6   | 7   | 46,2 | |

## Premi individuali
- NBADL All-Rookie Second Team
- Tasmin Mitchell - 2011
- All-NBADL First Team
- Erik Daniels - 2009
- Ivan Johnson - 2011
- All-NBADL Third Team
- Alade Aminu - 2010
- NBADL All-Defensive Second Team
- Ivan Johnson - 2011
- All-Star Game
- Erik Daniels - 2009
- Alade Aminu - 2010
- Ivan Johnson - 2011
- Garrett Temple - 2011